# Crazyhouse
Le Crazyhouse est une variante des échecs similaire au blitz à quatre mais opposant seulement deux joueurs. Elle incorpore une règle du shōgi par laquelle celui qui capture une pièce a la possibilité de la réintroduire sur le plateau comme une des siennes.
Beaucoup moins répandu que le blitz à quatre pour des raisons pratiques (une pièce noire capturée sera reposée sur l'échiquier en tant que pièce blanche), cette variante a connu ces dernières années un développement rapide sur les serveurs de jeu en ligne comme .FICS, Chess.com ou Lichess.

## Règles
Toutes les règles et conventions des échecs classiques s'appliquent, avec l'addition des parachutages comme expliqué ci-dessous. Une pièce capturée change de couleurs et va dans la réserve de celui qui l'a capturée. A n'importe quel moment, au lieu de jouer un coup avec une pièce sur l'échiquier, un joueur peut parachuter une pièce depuis sa réserve vers n'importe quelle case vide.
Par exemple, un échec qui, dans les règles classiques des échecs, serait constitutif d'un mat, peut être répondu, dans les règles du Crazyhouse, si le défenseur peut parachuter une pièce en interposition.
- Les parachutages résultant en mat immédiat sont permis. Contrairement au shōgi, cela inclut les pions.
- Les pions ne peuvent pas être parachutés sur la 1e ou 8e rangée.
- Les pions promus puis capturés intégreront la réserve en tant que pions.

## Notation
La notation algébrique standard est utilisée avec le symbole @ pour indiquer les parachutages.
La lettre indique la nature de la pièce, suivie du symbole @, puis de la désignation de la case de destination : par exemple, P@d5 signifie qu'un pion est parachuté en d5 depuis la réserve.

## Compétitions

### Lichess World Crazyhouse Championship 2017

#### 8e de finale
Chaque ronde consiste en un match de 10 parties avec 3 minutes par joueur.
| 1/8 Finale | 1/8 Finale                       | 1/8 Finale | 1/8 Finale                  | 1/8 Finale |
| ---------- | -------------------------------- | ---------- | --------------------------- | ---------- |
| 1          | Justin Tan "JannLee"             | 17         | Brett Passen "Crosky"       | 9-1        |
| 2          | "Allyouneedisluft"               | 15         | IM Igor Bjelobrk "Bugzilla" | 6-4        |
| 3          | Janak Awatramani "TwelveTeen"    | 14         | GM Andrew Tang "Penguingm1" | 6-3        |
| 4          | "Mastertan"                      | 13         | "B0N0B0"                    | 7-5        |
| 5          | FM Dan Yeager "Chickencrossroad" | 12         | "sexy_and_i_know_it"        | 6-1        |
| 6          | Juan Miquel "xuanet"             | 11         | Nikolas Theiss "Atrophied"  | 6-3        |
| 7          | IM Vincent Rothuis "Opperwezen"  | 10         | NM Jalen Wang "Blitzbullet" | 5-7        |
| 8          | Ian Mark "Eekarf"                | 9          | "saturos"                   | 6-0        |

#### Tournoi de repêchage
À la suite du forfait du  FM Dan Yeager "Chickencrossroad" un repêchage est organisé pour déterminer le 8e candidat.
| Format        | Lieu    | Médaille d'or                   | Médaille d'argent | Médaille de bronze   |
| ------------- | ------- | ------------------------------- | ----------------- | -------------------- |
| Arena × 3 min | Lichess | IM Vincent Rothuis "opperwezen" | "Masalaka"        | Juan Miquel "Xuanet" |

#### Tournoi des candidats Lichess
|   | Joueur                          | Marque | Marque | 1       | 2       | 3       | 4       | 5       | 6       | 7       | 8       |
| - | ------------------------------- | ------ | ------ | ------- | ------- | ------- | ------- | ------- | ------- | ------- | ------- |
| 1 | Janak Awatramani "TwelveTeen"   | 6      | 44     |         | 1/2 5-5 | 1 6-4   | 1/2 5-5 | 1 6-4   | 1 8-2   | 1 6-4   | 1 8-2   |
| 2 | Justin Tan "JannLee"            | 5      | 43     | 1/2 5-5 |         | 1 7-3   | 1/2 5-5 | 0 4-6   | 1 8-2   | 1 8-2   | 1 6-4   |
| 3 | IM Vincent Rothuis "Opperwezen" | 4.5    | 40     | 0 4-6   | 0 3-7   |         | 1 8-2   | 1/2 5-5 | 1 6-4   | 1 6-4   | 1 8-2   |
| 4 | NM Jalen Wang "Blitzbullet"     | 4      | 34     | 1/2 5-5 | 1/2 5-5 | 0 2-8   |         | 1 6-4   | 1/2 5-5 | 1 6-4   | 1/2 5-5 |
| 5 | "Mastertan"                     | 3      | 32     | 0 4-6   | 1 6-4   | 1/2 5-5 | 0 4-6   |         | 0 1-9   | 1 7-3   | 1/2 5-5 |
| 6 | Juan Miquel "xuanet"            | 2.5    | 32     | 0 2-8   | 0 2-8   | 0 4-6   | 1/2 5-5 | 1 9-1   |         | 1/2 5-5 | 1/2 5-5 |
| 7 | Ian Mark "Eekarf"               | 1.5    | 28     | 0 4-6   | 0 2-8   | 0 4-6   | 0 4-6   | 0 3-7   | 1/2 5-5 |         | 1 6-4   |
| 8 | "Allyouneedisluft"              | 1.5    | 27     | 0 2-8   | 0 4-6   | 0 2-8   | 1/2 5-5 | 1/2 5-5 | 1/2 5-5 | 0 4-6   |         |

#### Finale du Championnat du Monde Lichess
| Format                               | Lieu    |                               | 1° Match | 2° Match | 3° Match | TOTAL |
| ------------------------------------ | ------- | ----------------------------- | -------- | -------- | -------- | ----- |
| 3 matchs de 20 parties × 3 min + 0 s | Lichess | Justin Tan "JannLee"          | 10       | 10       | 11.5     | 31.5  |
| 3 matchs de 20 parties × 3 min + 0 s | Lichess | Janak Awatramani "TwelveTeen" | 10       | 10       | 8.5      | 28.5  |

### Championnat Chess.com 2016
| 1 | Justin Tan "JannLee"               | 9  | NM Todd Freitag "happytoad"        |
| 1 | FM Dan Yeager "Chickencrossroad"   | 10 | Janak Awatramani "TwelveTeen"      |
| 3 | "mastertan"                        | 11 | Ian Mark "Eekarf"                  |
| 4 | Juan Miquel "xuanet"               | 12 | FM Stephane Bressac "Veniveniveni" |
| 5 | GM Andrew Tang "Penguingm1"        | 13 | "Zyxon"                            |
| 6 | GM Frederic Perez Ponsa "Gengis_K" | 14 | "chriswsh"                         |
| 7 | Matthew Buchanan "MJB223"          | 15 | FM Cameron Wheeler "Caminator2000" |
| 8 | "sorsi"                            | 16 | GM Conrad Holt "dretch"            |

### Championnat Chess.com 2018
| 1 | Justin Tan "JannLee"            | 9  | "mastertan"                     |
| 2 | NM Mark Plotkin "littleplotkin" | 10 | "Vempele"                       |
| 3 | Neil Wright "Mugwort"           | 11 | IM Vincent Rothuis "Opperwezen" |
| 4 | Konstantin Krylov "Terra87"     | 12 | "helmsknight"                   |
| 5 | Juan Miquel "xuanet"            | 13 | FM Wojtek Reza "rezacz"         |
| 6 | IM "Higher Contrast"            | 14 | CM Thanh Tu Tran "TranThanhTu"  |
| 7 | "CAHKT"                         | 15 | "ciiw"                          |
| 8 | "vikassawhney"                  | 16 | FM Selim Citak "Slmctk"         |